# Valdivia (provincie)
Valdivia is een provincie van Chili in de regio Los Ríos. De provincie telde 290.868 inwoners in 2017 en heeft een oppervlakte van 10.197 km². Hoofdstad is Valdivia. In 2007 werd de provincie Ranco afgesplitst van Valdivia.

## Gemeenten
De provincie Valdivia is verdeeld in acht gemeenten:
- Corral
- Lanco
- Los Lagos
- Mariquina
- Máfil
- Paillaco
- Panguipulli
- Valdivia